# Trésor d'El Carambolo

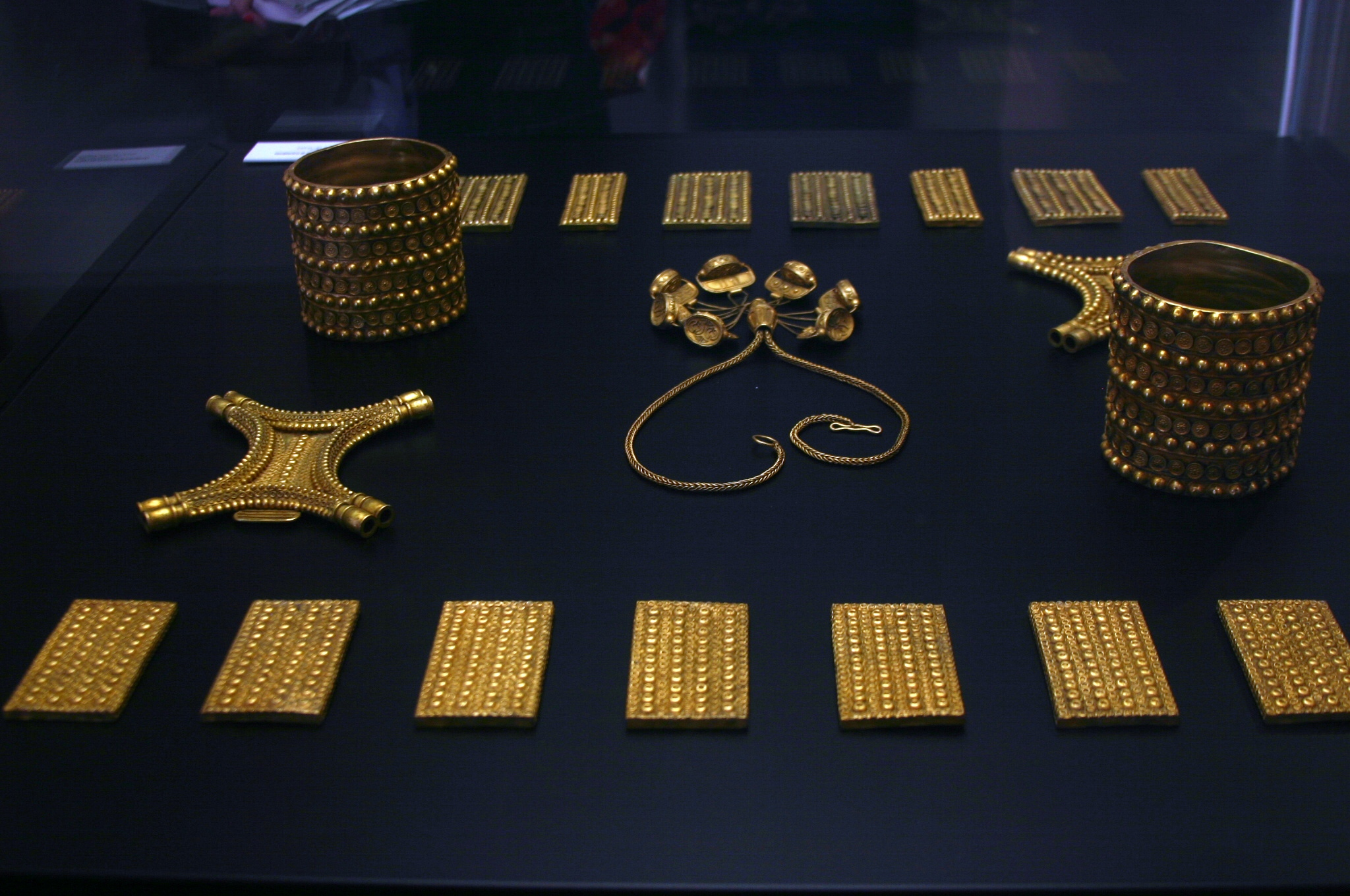
Restitution au musée de Séville

Le trésor d'El Carambolo est un trésor appartenant à la civilisation de Tartessos, découvert le 30 septembre 1958 à El Carambolo près de Séville, en Espagne. Il est conservé au musée archéologique de Séville.  

## Description
L'ensemble de 21 pièces d'orfèvrerie d'un poids total de près de 3 kilogrammes (2,950 kg) a été enfoui au VIe siècle av. J.-C. et appartient au style orientalisant de métissage des apports orientaux au substrat local qui toucha les œuvres tartessiennes aux VIIIe-VIIe siècles av. J.-C. Les bijoux comportent des motifs floraux. Ils sont composés entre autres d'un collier avec pendentifs, deux bracelets, deux pectoraux en forme de peau de bœuf et 16 plaques qui ont pu faire partie d'un collier ou un diadème. On estime généralement que tous ces bijoux étaient destinés à une personne unique probablement masculine.
Les pièces trouvées sont datées par le professeur Carriazo qui les date d'une fourchette très large allant du VIIIe siècle au IIIe siècle av. J.-C. Il déclare à cette occasion que le trésor est "- Un tresor digne d'Argantoni", roi légendaire de Tartessos".
Toutefois, des récentes recherches ont mis au jour une statue de la déesse Astarté. Cette découverte jette un premier doute. Des fouilles plus approfondies ont mis au jour un temple considéré comme phénicien,,,.